# Етиопија на Светском првенству у атлетици на отвореном 2015.
Етиопија је учествовала на 15. Светском првенству у атлетици на отвореном 2015.  одржаном у Пекингу од 22. до 30. августа петнаести пут, односно учествовала је на свим првенствима до данас. Етиопија је пријавила 43 учесника (21 мушкарац и 22 жене) у 12 дисциплина (6 мушких и 6 женских) али је коначан број такмичара 33 (17 мушкараца и 16 жена).,
На овом првенству Етиопија је по броју освојених медаља заузела 5 место са осам освојених медаља (3 златне, 3 сребрне и 2 бронзане). Поред медаља, такмичари Етиопије оборили су један рекорд светских првенстава и остварила и 1 најбољи лична резултат сезоне. У табели успешности према броју и пласману такмичара који су учествовали у финалним такмичењима (првих 8 такмичара) Етиопија је са 16 учесника у финалу заузела 7 место са 83 бода.
| Плас. | Земља    | 1. место | 2. место | 3. место | 4. место | 5. место | 6. место | 7. место | 8. место | Бр. финал. | Бод. |
| ----- | -------- | -------- | -------- | -------- | -------- | -------- | -------- | -------- | -------- | ---------- | ---- |
| 7.    | Етиопија | 3        | 3        | 2        | 3        | 0        | 2        | 2        | 1        | 16         | 83   |

## Учесници
| Мушкарци: - Мохамед Аман — 800 м - Јена Омер — 800 м - Меконен Гебремедин — 1.500 м - Аман Воте — 1.500 м - Давит Волде — 1.500 м - Јомиф Кеџелча — 5.000 м - Хагос Гебривет — 5.000 м - Имане Мерга — 5.000 м - Муктар Едрис — 10.000 м - Мосинет Геремев — 10.000 м - Имане Мерга — 10.000 м - Јемене Цегај — Маратон - Лелиса Десиса — Маратон - Берхану Леми — Маратон - Хаилемаријам Амаре — 3.000 м препреке - Tolosa Nurgi — 3.000 м препреке - Тафесе Себока — 3.000 м препреке | Жене: - Хабитам Алему — 800 м - Гензебе Дибаба — 1.500 м, 5.000 м - Бесу Садо — 1.500 м - Давит Сејаум — 1.500 м - Алмаз Ајана — 5.000 м - Сенбере Тефери — 5.000 м - Гелете Бурка — 10.000 м - Белајнеш Олџира — 10.000 м - Алемиту Хероие — 10.000 м - Маре Дибаба — Маратон - Тигист Туфа — Маратон - Tirfi Tsegaye — Маратон - Етенеш Диро — 3.000 м препреке - Хивот Ајалев — 3.000 м препреке - Софија Асефа — 3.000 м препреке - Биртукан Фенте — 3.000 м препреке |  |

## Освајачи медаља (8)

### Злато (3)
| (М) | (Ж) - Гензебе Дибаба — 1.500 м - Алмаз Ајана — 5.000 м - Маре Дибаба — Маратон |

### Сребро (3)
| (М) - Јемане Цегај — Маратон | (Ж) - Сенбере Тефери — 5.000 м - Гелете Бурка — 10.000 м |

### Бронза (2)
| (М) - Хагос Гебривет — 5.000 м | (Ж) - Гензебе Дибаба — 5.000 м |

## Резултати

### Мушкарци
| Атлетичар          | Дисциплина       | Лични рекорд | Квалификације     | Квалификације     | Полуфинале                                | Полуфинале           | Финале                                      | Финале               | Детаљи                                      |
| Атлетичар          | Дисциплина       | Лични рекорд | Резултат          | Место             | Резултат                                  | Место                | Резултат                                    | Место                | Детаљи                                      |
| ------------------ | ---------------- | ------------ | ----------------- | ----------------- | ----------------------------------------- | -------------------- | ------------------------------------------- | -------------------- | ------------------------------------------- |
| Мохамед Аман       | 800 м            | 1:42,37 НР   | 1:47,87 КВ        | 1. у гр. 2        | дисквалификован                           | дисквалификован      | Није се квалификовао                        | Није се квалификовао | Архивирано на веб-сајту (26. октобар 2015)  |
| Јена Омер          | 800 м            | 1:46,07      | 1:47,03 кв        | 4. у гр. 5        | 1:48,68                                   | 8. у гр. 3           | Није се квалификовао                        | 20 / 44 (45)         | Архивирано на веб-сајту (26. октобар 2015)  |
| Меконен Гебремедин | 1.500 м          | 3:31,45      | 3:38,66 кв        | 8. у гр. 3        | 3:44,1                                    | 6. у гр. 1           | Није се квалификовао                        | 18 / 40 (41)         | Архивирано на веб-сајту (18. новембар 2015) |
| Аман Воте          | 1.500 м          | 3:32,65 НР   | 3:39,05 КВ        | 2. у гр. 2        | 3:35,97 кв                                | 7. у гр. 2           | Није завршио трку                           | Није завршио трку    |                                             |
| Давит Волде        | 1.500 м          | 3:33,73      | 3:44,90           | 11. у гр. 1       | Није се квалификовао                      | Није се квалификовао | Није се квалификовао                        | 35 / 40 (41)         | Архивирано на веб-сајту (18. новембар 2015) |
| Јомиф Кеџелча      | 5.000 м          | 12:58,39     | 13:19,38 КВ       | 1. у гр. 2        |                                           |                      | 13:52,43                                    | 4 / 39 (41)          | Архивирано на веб-сајту (30. април 2018)    |
| Хагос Гебривет     | 5.000 м          | 12:47,53     | 13:05,61 КВ       | 1. у гр. 1        | 13:51,86                                  |                      |                                             |                      | Архивирано на веб-сајту (30. април 2018)    |
| Имане Мерга        | 5.000 м          | 12:53,58     | 13:45,41 КВ       | 5. у гр. 1        | 14:01,60                                  | 13 / 39 (41)         |                                             |                      | Архивирано на веб-сајту (30. април 2018)    |
| Муктар Едрис       | 10.000 м         | 27:17,18     |                   |                   |                                           |                      | 27:54,47                                    | 10 / 23 (27)         | Архивирано на веб-сајту (29. август 2015)   |
| Мосинет Геремев    | 10.000 м         | 27;18,86     | 28:07,50          | 11 / 23 (27)      |                                           |                      |                                             |                      | Архивирано на веб-сајту (29. август 2015)   |
| Имане Мерга        | 10.000 м         | 26:48,35     | Није завршио трку | Није завршио трку |                                           |                      |                                             |                      | Архивирано на веб-сајту (29. август 2015)   |
| Јемене Цегај       | Маратон          | 2:04:48      | 2:13:08 ЛРС       |                   | Архивирано на веб-сајту (23. август 2015) |                      |                                             |                      |                                             |
| Лелиса Десиса      | Маратон          | 2:04:45      | 2:14:54           | 7 / 42 (68)       | Архивирано на веб-сајту (23. август 2015) |                      |                                             |                      |                                             |
| Берхану Леми       | Маратон          | 2:05:28      | 2:17:37           | 15 / 42 (68)      | Архивирано на веб-сајту (23. август 2015) |                      |                                             |                      |                                             |
| Хаилемаријам Амаре | 3.000 м препреке | 8:25,01      | 8:25,36 кв        | 6. у гр. 3        |                                           |                      | 8:26,19                                     | 12 / 38 (42)         | Архивирано на веб-сајту (25. август 2015)   |
| Tolosa Nurgi       | 3.000 м препреке | 8:06,16      | 8:22,09 кв        | 4. у гр. 2        | 8:44,81                                   | 15 / 38 (42)         |                                             |                      | Архивирано на веб-сајту (25. август 2015)   |
| Тафесе Себока      | 3.000 м препреке | 8:25,56      | 8:47,73           | 6. у гр. 1        | Није се квалификовао                      | 24 / 38 (42)         | Архивирано на веб-сајту (19. новембар 2015) |                      |                                             |

### Жене
| Атлетичарка     | Дисциплина       | Лични рекорд   | Квалификације | Квалификације | Полуфинале                                | Полуфинале            | Финале                                      | Финале       | Детаљи                                      |
| Атлетичарка     | Дисциплина       | Лични рекорд   | Резултат      | Место         | Резултат                                  | Место                 | Резултат                                    | Место        | Детаљи                                      |
| --------------- | ---------------- | -------------- | ------------- | ------------- | ----------------------------------------- | --------------------- | ------------------------------------------- | ------------ | ------------------------------------------- |
| Хабитам Алему   | 800 м            | 2:01,27        | 2:03,19       | 7. у гр. 2    | Није се квалификовала                     | Није се квалификовала | Није се квалификовала                       | 38 / 44 (45) | Архивирано на веб-сајту (28. август 2015)   |
| Гензебе Дибаба  | 1.500 м          | 3:50,07 СР, НР | 4:02,59 КВ    | 1. у гр. 3    | 4:06,74 КВ                                | 1. у гр. 2            | 4:08,09                                     |              | Архивирано на веб-сајту (25. август 2015)   |
| Давит Сејаум    | 1.500 м          | 3:59,53        | 4:09,64 КВ    | 2. у гр. 2    | 4:15,46 КВ                                | 2. у гр. 1            | 4:10,26                                     | 4 / 34 (35)  | Архивирано на веб-сајту (25. август 2015)   |
| Басу Садо       | 1.500 м          | 4:00,65        | 4:05,39 КВ    | 1. у гр. 1    | 4:17,17                                   | 7. у гр. 1            | Није се квалификовала                       | 18 / 34 (35) | Архивирано на веб-сајту (25. август 2015)   |
| Гензебе Дибаба  | 5.000 м          | 14:15,41       | 15:20,82 КВ   | 1. у гр. 1    |                                           |                       | 14:44,14                                    |              | Архивирано на веб-сајту (30. август 2015)   |
| Сенбере Тефери  | 5.000 м          | 14:14,32       | 15:14,57 КВ   | 2. у гр. 2    | 14:44,07                                  |                       |                                             |              | Архивирано на веб-сајту (30. август 2015)   |
| Алмаз Ајана     | 5.000 м          | 14:36,44       | 15:09,40 КВ   | 1. у гр. 2    | 14:26,83 РП                               |                       |                                             |              | Архивирано на веб-сајту (30. август 2015)   |
| Гелете Бурка    | 10.000 м         | 30:49,68       |               |               |                                           |                       | 31:41,77                                    |              | Архивирано на веб-сајту (25. август 2015)   |
| Белајнеш Олџира | 10.000 м         | 30:26,70       | 31:53,01      | 9 / 25        |                                           |                       |                                             |              | Архивирано на веб-сајту (25. август 2015)   |
| Алемиту Хероие  | 10.000 м         | 30:50,83       | 31:49,73      | 7 / 25        |                                           |                       |                                             |              | Архивирано на веб-сајту (25. август 2015)   |
| Маре Дибаба     | Маратон          | 2:19:52        | 2:27:35       |               | Архивирано на веб-сајту (30. август 2015) |                       |                                             |              |                                             |
| Тигист Туфа     | Маратон          | 2:21:52        | 2:29:12       | 6 / 52 (67)   | Архивирано на веб-сајту (30. август 2015) |                       |                                             |              |                                             |
| Tirfi Tsegaye   | Маратон          | 2:20:18        | 2:30:54       | 8 / 52 (67)   | Архивирано на веб-сајту (30. август 2015) |                       |                                             |              |                                             |
| Етенеш Диро     | 3.000 м препреке | 9:14,07        | 9:31,97       | 6. у гр. 3    |                                           |                       | Није се квалификовала                       | 17 / 43 (45) | Архивирано на веб-сајту (15. децембар 2015) |
| Хивот Ајалев    | 3.000 м препреке | 9:09,61        | 9:25,55 КВ    | 1. у гр. 1    | 9:24,27                                   | 6 / 43 (45)           | Архивирано на веб-сајту (27. август 2015)   |              |                                             |
| Софија Асефа    | 3.000 м препреке | 9:09,00        | 9:26,47 КВ    | 2. у гр. 3    | 9:20,01                                   | 4 / 43 (45)           | Архивирано на веб-сајту (27. август 2015)   |              |                                             |
| Биртукан Фенте  | 3.000 м препреке | 9:24,91        | 9:39,77       | 9. у гр. 2    | Није се квалификовала                     | 24 / 43 (45)          | Архивирано на веб-сајту (15. децембар 2015) |              |                                             |